# Attentati alla metropolitana di Baku
Gli attentati della metropolitana di Baku del 1994 sono stati una serie di attacchi terroristici a Baku, in Azerbaigian. Il primo attacco è stato perpetrato alla stazione della metropolitana "20 gennaio", mentre il secondo è avvenuto tra le stazioni "28 maggio" e "Ganjlik". Come risultato del primo attacco, 14 persone sono state uccise e 49 ferite. Il secondo attacco ha provocato 13 morti e 42 feriti.
La responsabilità è stata assunta da Sadval, un movimento separatista lezgino, oggi nell'oblio. Undici autori indiretti del primo attacco sono stati accusati: due sono stati condannati all'ergastolo e altri nove a 15 anni. Anche l'unico autore del secondo attacco è stato condannato all'ergastolo.

## Attentati
Il primo attacco, un attentato suicida, è avvenuto il 19 marzo alla stazione della metropolitana "20 gennaio" alle 13:00 ora locale. La bomba a orologeria piantata sotto un sedile del vagone ferroviario di testa è esplosa quando si è fermata alla stazione, uccidendo immediatamente il colpevole, Oktay Gurbanov. Il vagone ferroviario principale è stato distrutto e il tetto della stazione è parzialmente crollato. Tra le vittime c'era il jazzista azero Rafig Babayev, il cui posto di lavoro era vicino alla stazione. L'operatività della metro è stata in seguito temporaneamente sospesa.
Il secondo attacco è stato perpetrato il 3 luglio. La bomba (un esplosivo di gelatina telecomandato, secondo le autorità dei servizi segreti azeri) è esplosa alle 8:30 ora locale quando il treno, partito dalla stazione "28 maggio", si trovava a 500 metri dal binario ferroviario "Ganjlik". La maggior parte delle persone ferite in quell'attacco è stata prontamente dimessa dopo l'assistenza medica.

## Indagine
In seguito agli attacchi, il presidente Heydar Aliyev ha firmato un decreto sulla formazione della Commissione investigativa statale. Durante le indagini, ufficiali dell'intelligence armena, accusati di coinvolgimento nella serie di attentati alla metropolitana di Baku e sui treni azeri operanti sia in Azerbaigian che in Russia, sono stati arrestati a Mosca. I cittadini russi Kamo Fyodorovich Saakov, di etnia armena, sua moglie Irina Alexandrovna Saakova e Anatoly Anatolyevich Ilchuk sono stati arrestati nel luglio 1994, accusati sui preparativi degli attacchi. Nell'agosto dello stesso anno Saakov è stato condannato all'ergastolo e Ilchuk a 15 anni di reclusione per preparativi, contrabbando e custodia illegale di armi. L'indagine si è conclusa all'inizio di ottobre 1995.
Il 29 novembre 1997, le forze dell'ordine russe hanno estradato in Azerbaigian il 30 enne lezgino Azer Aslanov, accusato di aver piazzato una bomba nel secondo attacco. Secondo l'ufficio del procuratore generale azero, Aslanov è stato fatto prigioniero dai militari armeni nel gennaio 1994 mentre prestava servizio nell'esercito azero ed è stato incaricato dal servizio di sicurezza armeno di piazzare la bomba a Baku.